# Dornier Do 10
Die Dornier Do 10 war ein einmotoriges zweisitziges Jagdflugzeug der deutschen Dornier-Werke.

## Geschichte
Entwickelt wurde das Flugzeug 1931 auf Basis früherer Entwürfe von Claude Dornier als schwerer Jäger. Ursprünglich als Seeflugzeug konzipiert, wurde es jedoch später in ein Landflugzeug geändert.
Das Flugzeug wurde zuerst als Dornier C-1 deklariert, im Zuge der einheitlichen Bezeichnungsweise für Flugzeugmuster (zwischen 1930 und 1932) aber auf Do 10 geändert. Den ersten Flug des Prototyps mit dem Kennzeichen D-1592 machte Egon Fath am 25. Juli 1931. Im Zuge der Flugerprobung wurde das Seitenleitwerk zweimal vergrößert, einmal trat beim zweiten Prototyp Flattern auf. Beide Flugzeuge wurden an die Erprobungsstelle Staaken abgegeben.

## Konstruktion

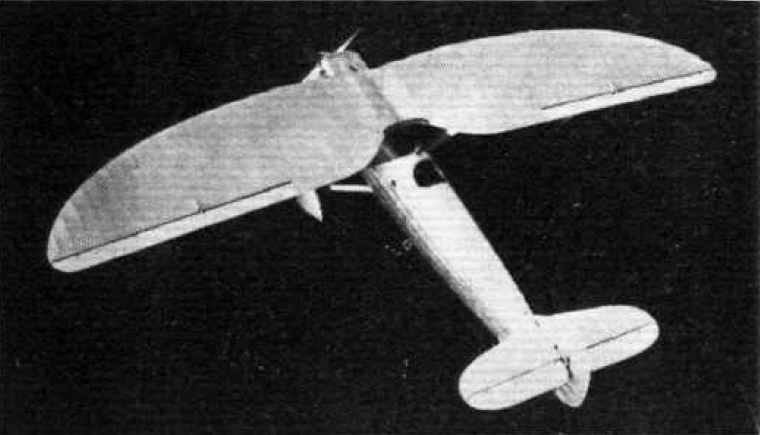
Dornier Do 10

Als Besonderheit verfügte die Do 10 über ein schwenkbares Triebwerk, das die Steigfähigkeit verbessern sollte. Jedoch genügte auch dieses nicht, um die schlechten Flugleistungen der Do 10 zu verbessern.
Das Flugzeug existierte in vier Baureihen C-1 bis C-4, die sich vor allem durch die verschiedenen Motorisierungen unterschieden. So kamen die Motoren Rolls-Royce Kestrel IIIS, BMW VI 7.3 sowie Hispano-Suiza 12 Xbrc in dem Flugzeug zum Einsatz.

## Technische Daten

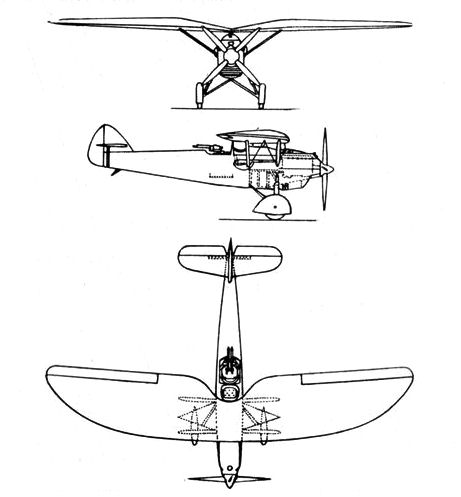
Dreiseitenansicht Dornier Do 10 C-4

| Kenngröße             | Daten                              |
| --------------------- | ---------------------------------- |
| Besatzung             | 2                                  |
| Länge                 | 10,5 m                             |
| Spannweite            | 15,0 m                             |
| Höhe                  | 4,3 m                              |
| Flügelfläche          | 33,0 m²                            |
| Flügelstreckung       | 6,8                                |
| Leermasse             | 2200 kg                            |
| Startmasse            | 2640 kg                            |
| Höchstgeschwindigkeit | 288 km/h                           |
| Steigzeit             | 12,8 min auf 5000 m                |
| Gipfelhöhe            | 7500 m                             |
| Triebwerk             | ein BMW VI mit 710 PS (ca. 520 kW) |